# Nusakan

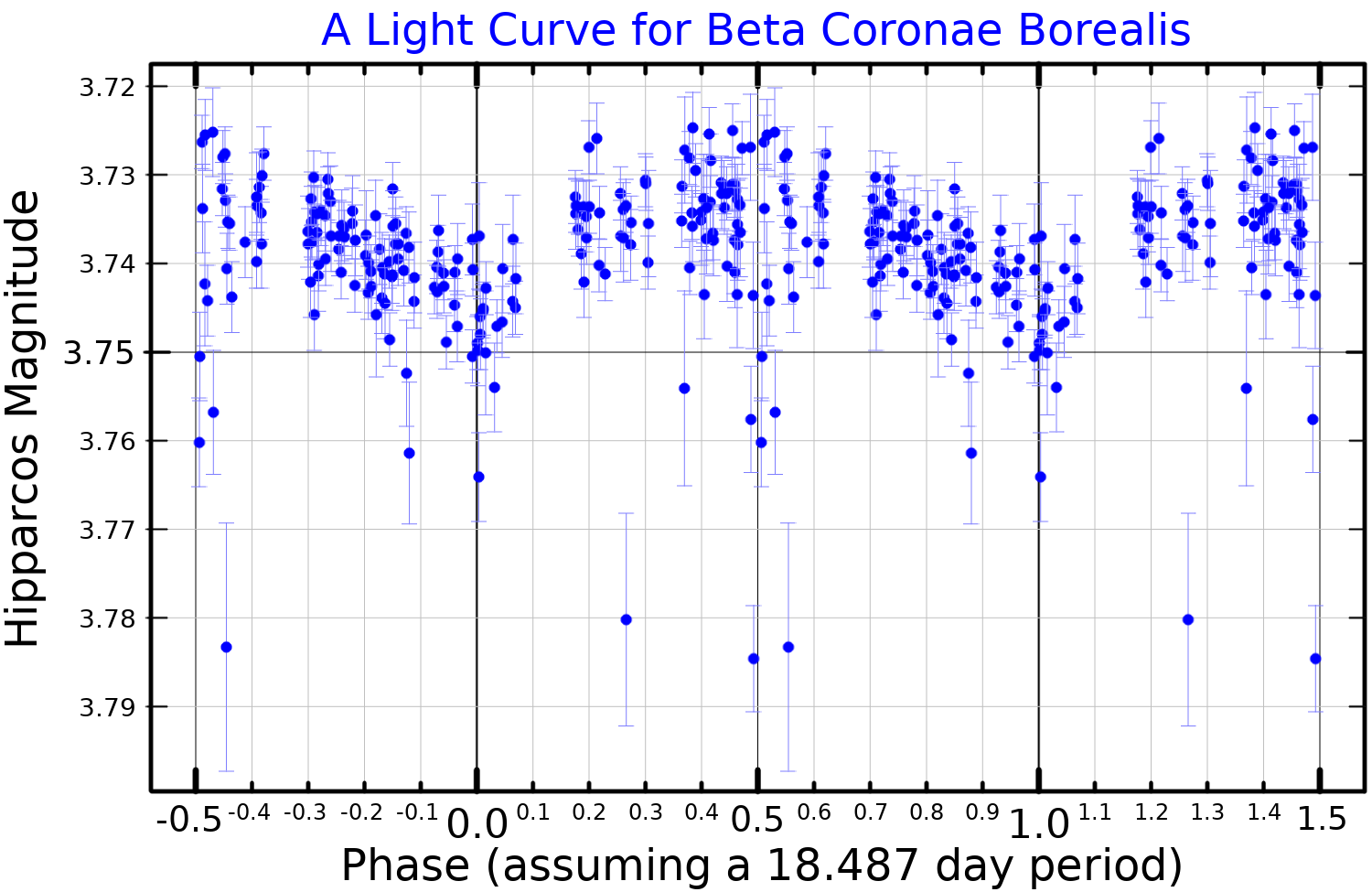
Lichtkromme van Nusakan

Nusakan (beta Coronae Borealis) is een ster in het sterrenbeeld Noorderkroon (Corona Borealis).